# 托马斯·朗格
托马斯·朗格（德語：Thomas Lange，1964年2月27日—），德国男子赛艇运动员。他曾代表东德、德国参加1988年、1992年和1996年夏季奥林匹克运动会赛艇比赛，获得二枚金牌和一枚铜牌。